# Графство Дисен
Графството Дисен (на немски: Grafschaft Dießen) е средновековно баварско графство в Свещената Римска империя.

## История
През ранния 9 век графовете на Дисен подаряват манастир Дисен и около 1020 г. го новоосноват. През 1140 г. те преписват манастира на селището Дисен и преименуват собствеността си на Графство Андекс.
Бертхолд III фон Андекс наследява през 1157 г. линията Волфратсхаузен на Графство Дисен.

## Графове на Дисен
Известните графове на Дисен:
- Фридрих I фон Дисен († ок. 1030), 1003/1027 граф, вер. на Дисен, господар на Васербургсин на Бертхолд I фон Васербург-Ризенбург († 990), женен за Кунигунда/Куница фон Йонинген († 6 март 1020, погребана в Дисен) дъщеря на Куно фон Йонинген, Конрад I херцог на Швабия (Конрадини) († 997)
- Фридрих II фон Дисен († 1075), негов син, граф на Дисен, катедрален фогт на Регенсбург, женен I. за Ерменгарда фон Гилхинг, II. за Хадамут фон Епенщайн, III. за Тута фон Регенсбург
- Бертхолд II († ок. 1060), син на Фридрих I, граф на Дисен (1024 – 1060), женен за фон Хоенварт
- Ото I фон Дисен († ок. 1065), граф на Дисен, господар на Васербург
- Арнулф/Арнолд, 1070/1091 граф на Дисен, зет на Ото фон Швайнфурт херцог на Швабия
- Гебхард I († 1102), негов син, граф на Дисен
- Ото II († 1122), син на Бертхолд II, граф на Волфратсхаузен, граф на Дисен (1100 – 1107)
- Ото III († 1127), негов син, граф на Волфратсхаузен, съосновател на манастир Дисен
- Бертхолд II/IV († 1151), брат на Гебхард I, 1106 – 1113 граф на Андекс, ок. 1125 граф на Дисен, основател на манастир Дисен, ок. 1130 фогт на Дисен.